# Academy Bay

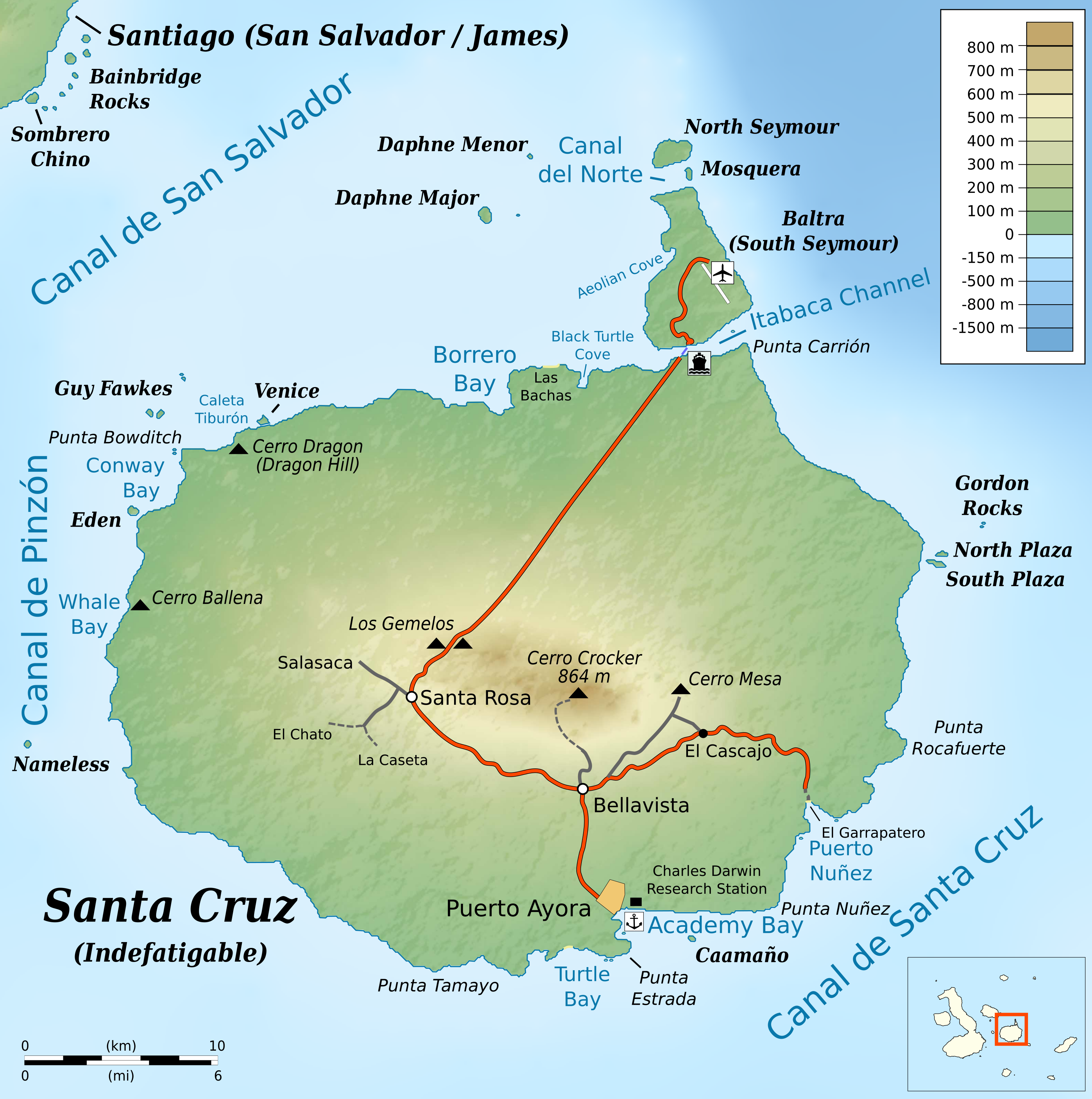
Carte topographique de Santa Cruz.

Academy Bay est la baie de Puerto Ayora, au sud de Santa Cruz, l’une des îles Galápagos.  

## Étymologie
La baie porte le nom de l’Académie des sciences de Californie, qui envoya sa première expédition scientifique aux Galapagos en 1905. Elle abrite la station Charles-Darwin, créée en 1959 pour préserver et étudier la faune et la flore de l’archipel.

## Histoire
En 1907, un trois-mâts norvégien, l’Alexandra, qui assurait une navette commerciale transportant du charbon de l’Australie à Panama, dérive pendant trois mois faute de vent. Les vivres s’amenuisent dangereusement et au début du mois de mai, alors que les îles Galapagos apparaissent à l’horizon, l’équipage décide d’abandonner le navire sur deux canots de sauvetage pour tenter de rejoindre à la rame la seule île habitée de l’archipel, San Cristobal. Mais l’un des canots dérive en direction de l’île Santa Cruz. Seuls huit des dix marins de cette embarcation atteindront le rivage, probablement dans cette baie, et réussiront à survivre avant d’être secourus quelques mois plus tard.

## Tourisme
La baie, qui est une destination populaire tant auprès des touristes que des marins, borde Puerto Ayora, la plus grande ville des Galápagos. L’intérêt touristique s’explique par la présence d’Otaries dans le port et par la proximité de la station Charles Darwin où l’on peut visiter le centre d’élevage des tortues géantes. 